# 53157 Akaishidake
53157 Akaishidake هو كويكب، يقع ضمن حزام الكويكبات. اكتشف في 5 فبراير 1999.

## روابط خارجية
- 53157 Akaishidake في قاعدة بيانات مختبر الدفع النفاث لأجرام النظام الشمسي الصغيرة

- الاكتشاف · مخطط المدار ·  العناصر المدارية · المعلمات المادية

- 53157 Akaishidake على موقع ويكي سكاي: DSS2, SDSS, GALEX, IRAS, Hydrogen α, X-Ray, Astrophoto, Sky Map, Articles and images